# Kling Sándor
Kling Sándor (Budapest, 1986. április 25. –) az első olyan magyar mérnök, akinek közvetlenül a magyar oktatásból sikerült a Formula–1 mérnöki világába bekerülni. Szakterülete a polimer kompozitok kutatása, fejlesztése és alkalmazása. A Red Bull Racing csapat szerkezeti elemzőjeként dolgozott, ahol még a mai napig rövidebb megbízásokban vesz részt. A BME Formula Racing Team egyik alapító tagja, és aktívan patronálja a Formula Student sorozatot.

## Életpályája
2004-ben érettségizett a budapesti Szinyei Merse Pál Gimnáziumban és ugyanebben az évben kezdte meg tanulmányait a Budapesti Műszaki és Gazdaságtudományi Egyetem Gépészmérnöki Karán, ahol 2010-ben szerzett géptervező mérnöki diplomát. Tanulmányai során jégkorong játékosként és a BME Formula Racing Team tagjaként is tevékenykedik. A gépészmérnöki oklevél megszerzése után a BME Polimertechnika Tanszéken lett doktorandusz, témavezetője Czigány Tibor. A doktori dolgozat beadása után 2014-ben 9 hónapot dolgozott az evopro Kft-nél fejlesztő mérnökként, majd 2015-ben került a Red Bull Technology csapatába szerkezeti elemzőként. 2015-ben védte meg doktori értekezését és ezzel megszerezte a PhD fokozatot. 2018-tól a garázs és iparik kapugyártó Kling Kft. műszaki igazgatója és ugyanebben az évben megalapítja a mérnöki tevékenységekkel foglalkozó Kling Technology Kft-t .

## Egyetemi élet
Egyetemi tanulmányait 2004-ben kezdte a Budapesti Műszaki és Gazdaságtudományi Egyetemen. Az alapképzés után géptervező és polimertechnika modulokra szakosodott. Doktori tanulmányait 2010 és 2014 között folytatta. Jelenleg nincs hivatalos kapcsolata az egyetemmel, de szoros együttműködésben van. Vendégkutatóként 1-1 hónapot töltött el a Kaiserslauterni Egyetemen, a Pretoriai Egyetemen, valamint a Bristoli Egyetemen.

### Kutatási terület
A PhD tanulmányok során a polimer kompozit anyagokat kutatta. Doktori témája az üreges szállal erősített öngyógyuló kompozitok fejlesztése volt. Az üreges szálakkal sikerült javítania a kompozit anyagok általános tulajdonságait, valamit az üregeket jelző vagy javító folyadékkal feltöltve intelligens funkciókkal ruházta fel az anyagot. Amennyiben repedés keletkezik a szerkezetben, az eltöri az üreges szálakat, és az üregből a folyadék a repedésbe folyik a kapilláris hatás segítségével. A repedésben térhálósodó javító folyadék újra kapcsolatot teremt a szétrepedt felek között, és jelző funkciókkal ellátva a folyadékot könnyen ellenőrizhető a szerkezet, hogy történt-e valamilyen sérülés. A doktori képzés során számos diplomamunkát vezetett, számos tudományos publikációban mutatta be a kutatási eredményeit, előadásokat tartott, gyakorlatokat vezetett.

#### Főbb publikációk
- Kling S., Czigány T.: Damage detection and self-repair in hollow glass fiber fabric-reinforced epoxy composites via fiber filling. Composites Science and Technologies, 99, 82-88 (2014).
- Kling S., Czigány T.: A comparative analysis of hollow and solid glass fibers. Textile Research Journal, 83, 1764-1772 (2013).
- Vas LM., Kling S., Czigány T., Czel G.: New method for determining the bending modulus of solid and hollow fibers from deflection tests. Textile Research Journal, (2016). DOI: 10.1177/0040517516632476
- Kling S., Czigány T.: Comparison of the mechanical properties of the composite plates reinforced with hollow, solid and hybrid fibers. Műanyag és Gumi, 50/6, 201-240 (2013).

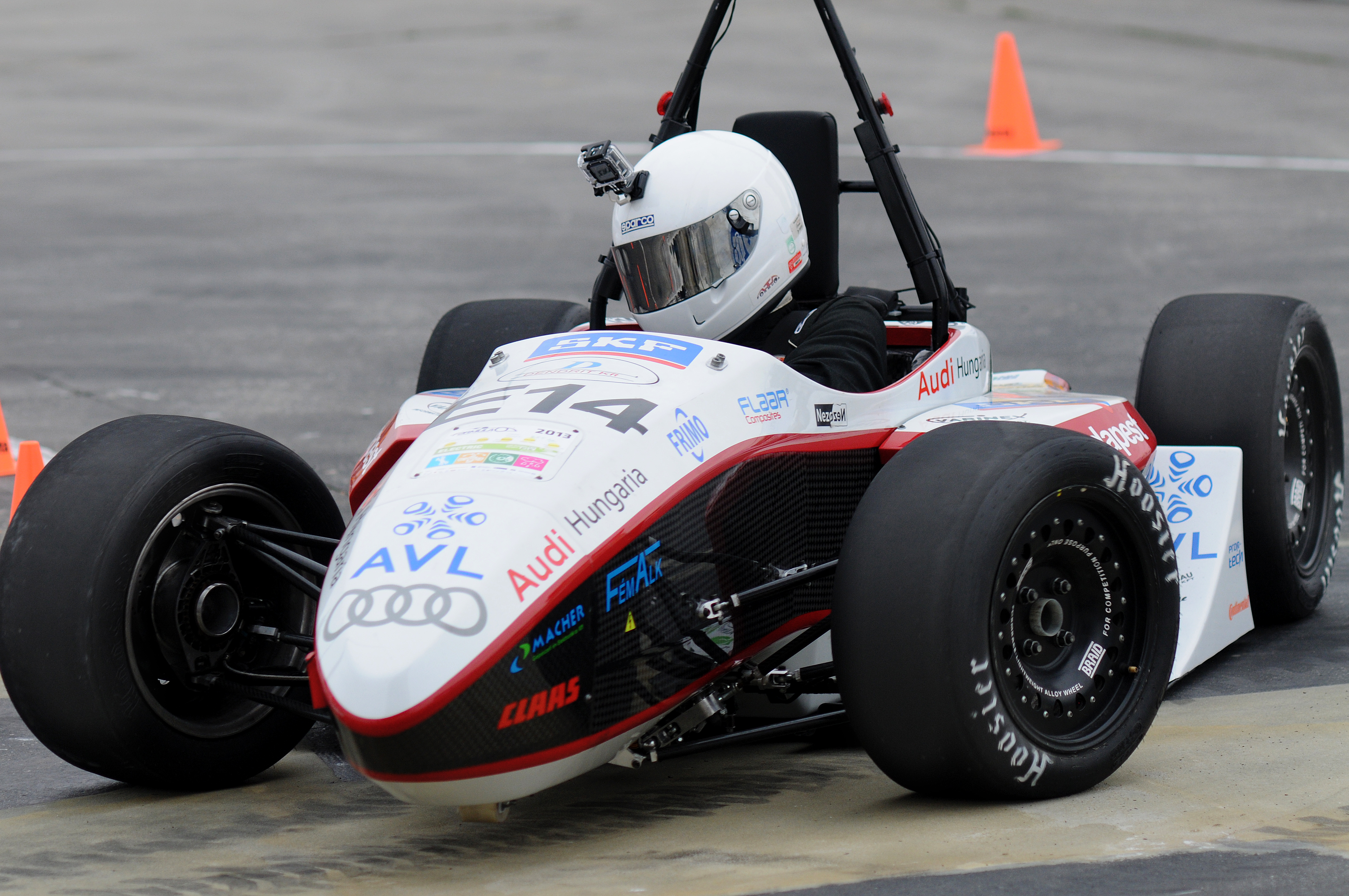
Kompozit monocoque vázú Formula Stuent versenyautót vezeti Kling Sándor

### Formula Student
A BME Formula Racing Team alapításában részt vett 2007-ben, és utána 2014-ig aktív tagja a csapatnak. A kompozit anyagok tervezéséért és gyártásáért volt felelős, bevezette a csapatba a végeselemes szimulációs módszereket és a fejlett kompozit gyártási technikákat. FS pályafutása alatt végig betöltötte a versenypilóta szerepet is. 2013-ban a csapat vezetője, ebben az évben elsőként építenek kompozit monocoque versenyautó vázat Magyarországon. A nemzetközi versenyeken számos fényes eredmény részese: többek között sok dobogós helyezés, Design event 1. hely és 8. világranglista helyezés 2013-ban valamint 26. 2012-ben.
Versenyzői pályafutása óta rendszeresen segíti a nemzetközi Formula Student versenyek szervezését, Silverstoneban, Gönyűn, és Zalaegerszegen is segítette a versenyek szervezését: design, design final, business presentation bíró és pályarendező feladatokat is ellát. Rendszeres előadó a FS Symposium rendezvényen.

## Munkásság

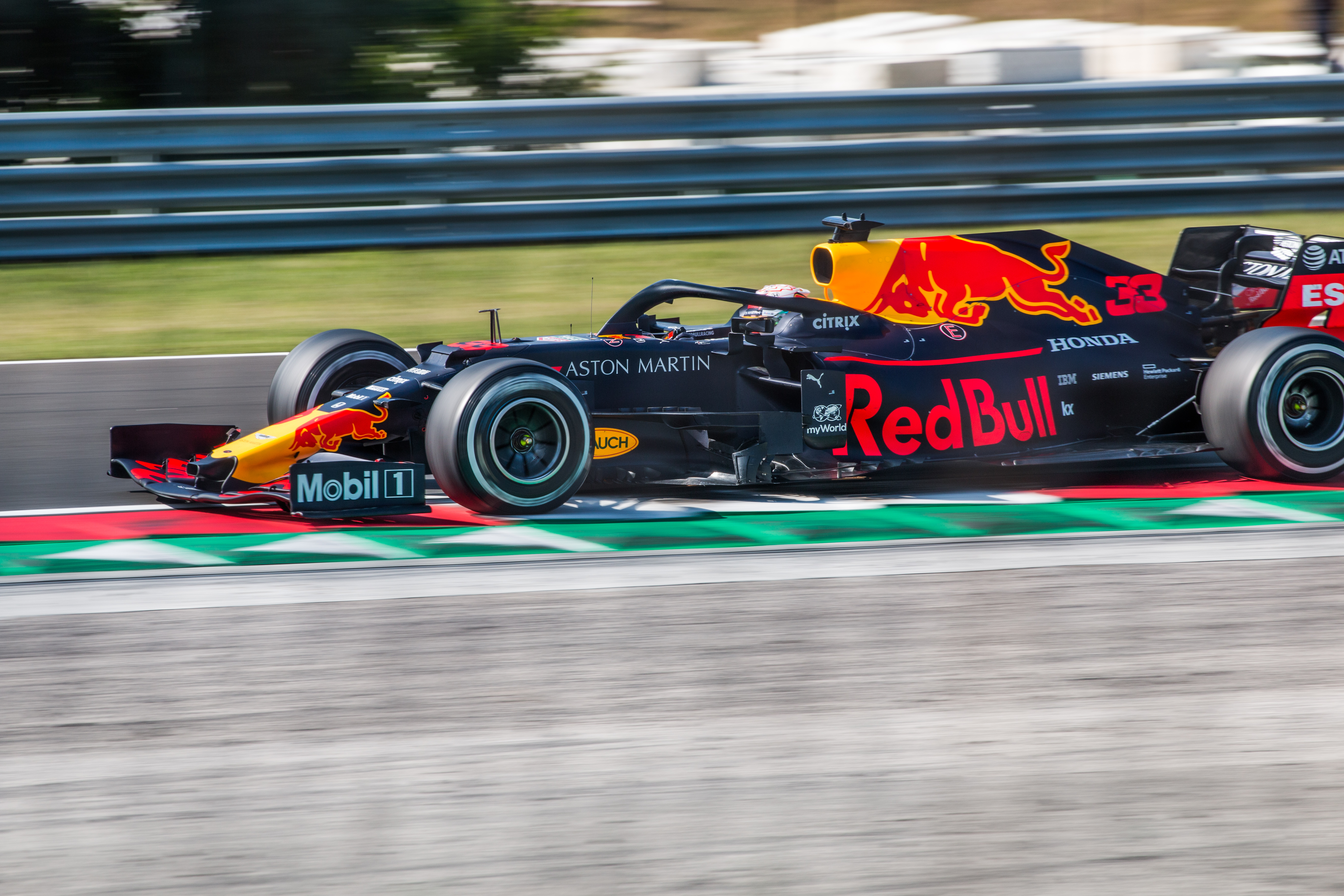
Többek között a Red Bull RB15-ös versenyautó számos alkatrészén dolgozott Kling Sándor

### Formula–1
2015 év elejétől kezdve dolgozik elsőként a Red Bull RB11-es autóján szerkezeti elemzőként. Fő feladata az alkatrészek szilárdságának, merevségének , szabályosságának ellenőrzése, alkatrészek karakterisztikájának hangolása. Munkakörében az autó minden részegységén dolgozott: többek között az aerodinamikai elemeken, futóművön, pilótafülke elemei, motoralkatrészek, hidraulikus alkatrészek, stb. Kiemelt feladata volt több szezonban az első szárny tervezése a koncepcionális időszaktól egészen a versenyszezonban történt fejlesztésekig. Több szakmai esemény látogatása mellett mérnöki feladatokat lát el a 2017-es vizesgumi teszten a Paul Ricard pályán. Magyarországi hazatérése óta többször is határozott idejű szerződéssel segítette a csapatot a téli időszakban, amikor a következő évi autó tervezésében vett részt.

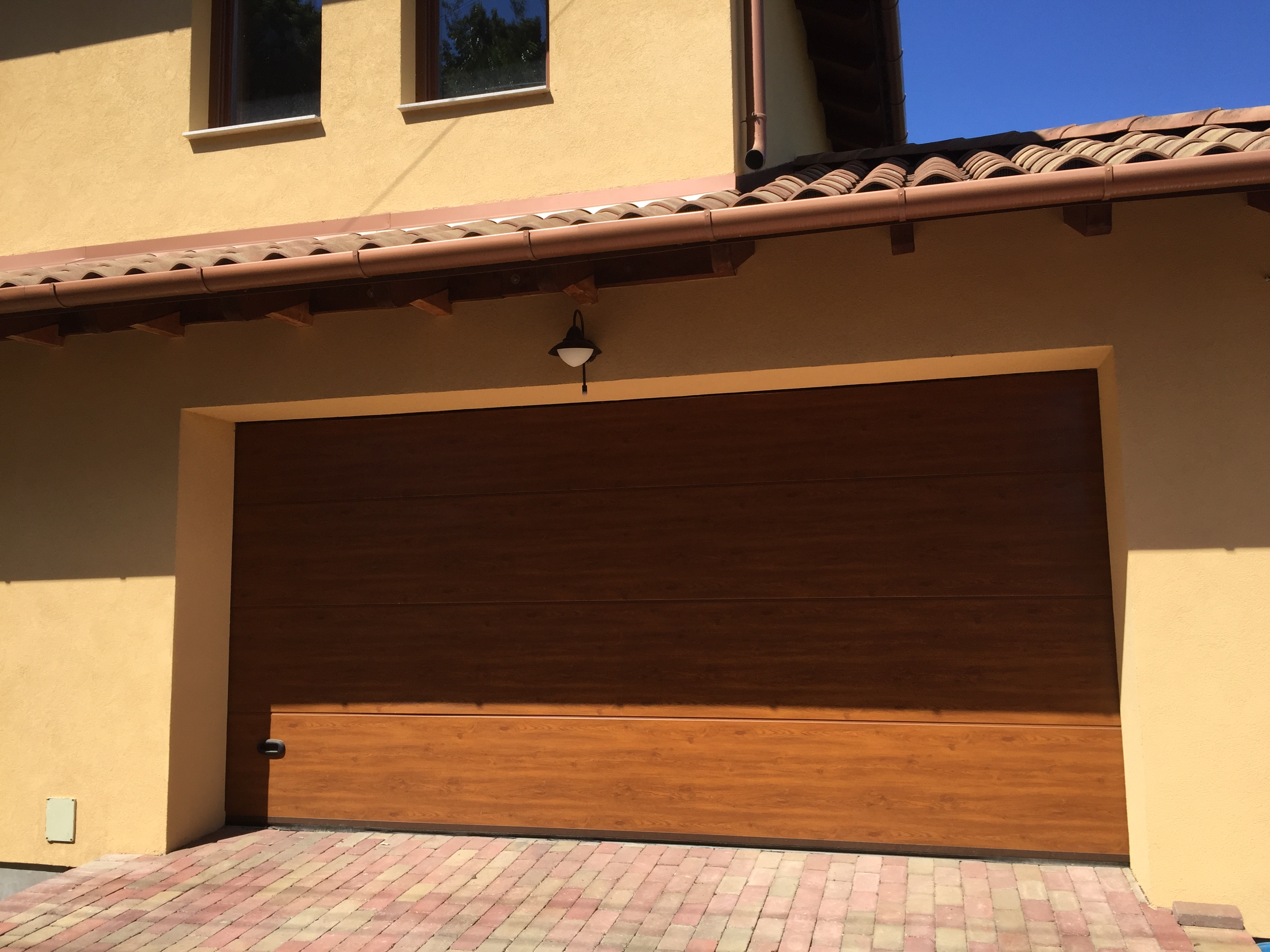
A Kling Kft. hosszú generációk óta dolgozik a magyar és nemzetközi piacokon

### Kling Kft.
A Kling Kft. 1923 óta foglalkozik a kaputechnikai eszközök gyártásával, és Kling Sándor a 4. generációt képviseli. A szekcionált garázskapuk, ipari kapuk gyártása mellett automatizás, portál ajtók, tűzgátló kapuk, gyorsjárású kapuk mellett számos kaputechnikai termékkel a legszélesebb kaputechnikai szolgáltatást nyújtják a régióban . Műszaki igazgatóként dolgozik a cég és a termékek fejlesztésén. A szenior és a fiatal generáció eltökélten dolgozik azért, hogy a magyar vállalkozás a nemzetközi piacon is mély gyökereket verjen és további sikereket érjen el . A céggel aktív tagok az FBN-H, MAPI, szervezeteknek. Rendszeresen adományoznak jótékonysági szervezeteknek , sport és kulturális eseményeket, csapatokat támogatnak.

### Kling Technology Kft.

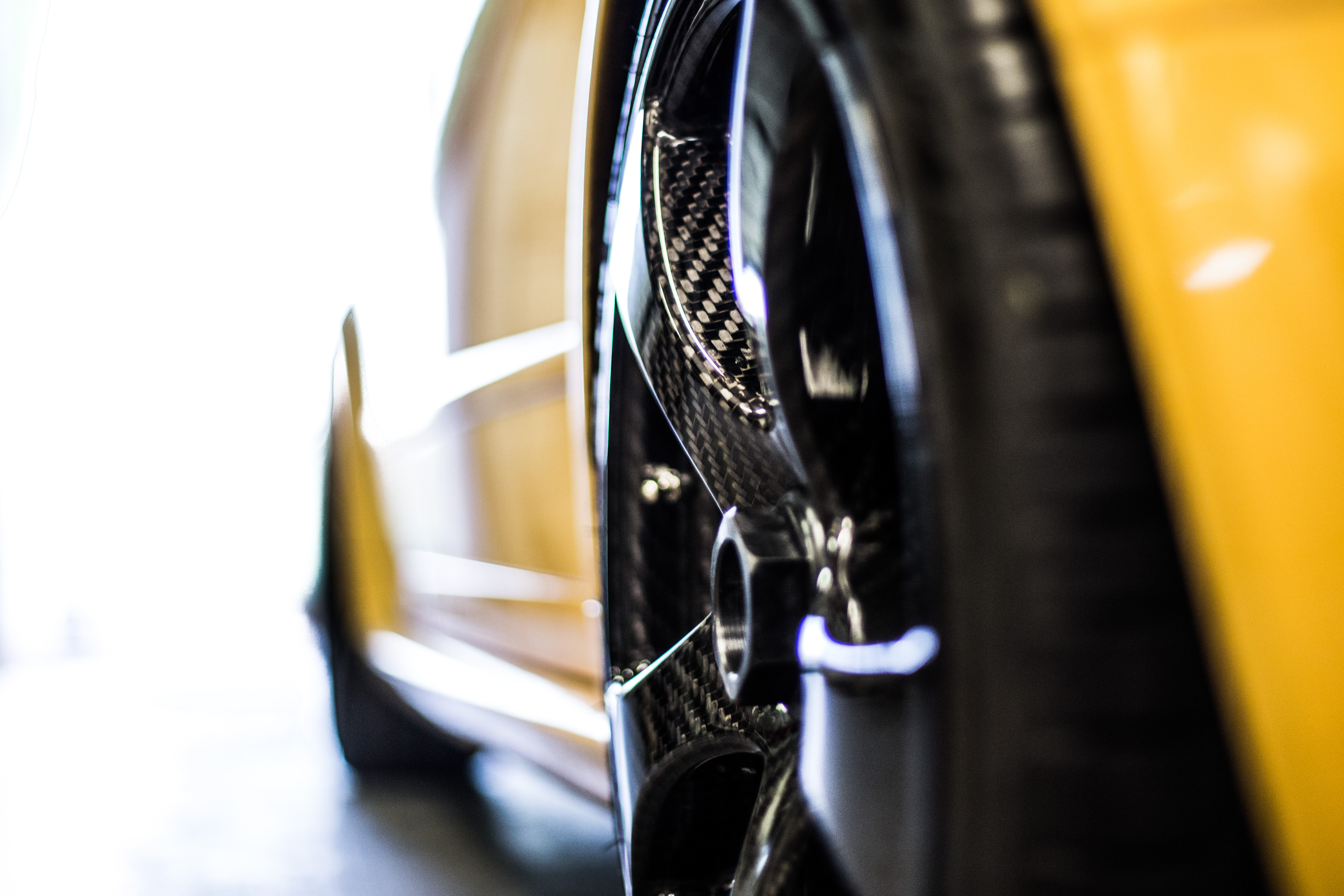
Kling Technology által fejlesztett és gyártott kompozit felni, amely sorozatgyártásra is alkalmas

A mérnöki vállalkozást Kling Sándor 2018-ban alapította, és fő célja az volt, hogy a magas szintű tudást, amelyet a Formula–1-ben sajátított el, a magyar piacon is tudja hasznosítani, azt át tudja adni a következő generációnak . Kompozit, fém, műanyag alkatrészek tervezésével és gyártásával is foglalkoznak. Saját fejlesztésű termékük a sorozatgyártásra szánt szénszálas kompozit felni, amellyel más sok sikeres tesztet hajtottak vére , jelenleg a sorozat gyártáshoz szükséges anyagi erőforrás az akadálya a tovább lépésnek. A csapat által fejlesztett szálerősítéses felni tömege fele az azonos méretű alumínium megfelelőjének, amely nagyon fontos menetdinamikai paramétereket befolyásol a rúgózatlan tömeg csökkentésével.

### egyForma vlog
Kerekes Péterrel közösen egy könnyed videós sorozatot indítottak, hogy az embereket közelebb hozzák a technikai sportok műszaki érdekességeihez. Meggyőződésük, hogy a sportesemények jobban érthetők, amennyiben a műszaki különbségek, részletek is ismertek. Kísérletekkel, bemutatókkal, érdekes helyszínekkel és színvonalas videóanyaggal szórakoztatják a nézőket .